# Hans Staden
Hans Staden (Homberg, c. 1525 – Wolfhagen, c. 1576) foi um aventureiro mercenário alemão do século XVI. Por duas vezes, Staden esteve no Brasil, onde participou de combates nas capitanias de Pernambuco e de São Vicente contra navegadores franceses e seus aliados indígenas e onde passou nove meses escravo dos índios tupinambás. De volta à Alemanha, Staden escreveu "História verdadeira e descrição..." (Marburgo, 1557): um relato de suas viagens ao Brasil que se tornou um grande sucesso da época.

## A primeira viagem ao Brasil

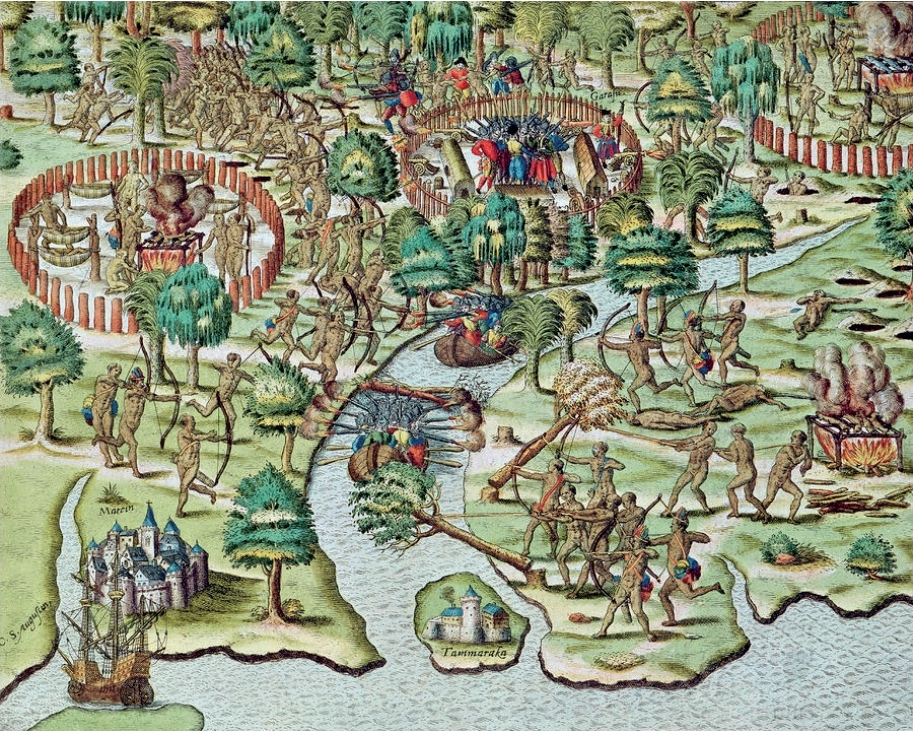
Ataque dos índios caetés à vila de Igarassu em Pernambuco, 1549. Gravura de Theodor de Bry.

Partindo de Bremen, na atual Alemanha, passou pelos Países Baixos e chegou a Portugal. De Portugal, partiu para a capitania de Pernambuco em um navio. Avistou o cabo de Santo Agostinho em 28 de janeiro de 1549, desembarcando no porto de Pernambuco (porto do Recife). A embarcação portuguesa em que estava tinha o objetivo principal de recolher pau-brasil (Caesalpinia echinata), mas também deveria combater quaisquer navios franceses que estivessem a negociar com os nativos, bem como deveria também transportar degredados portugueses remetidos para povoar a colônia; estes degredados e ladrões eram pessoas que cometeram crimes mas que a justiça – que os julgou – do Reino de Portugal tinha permitido que fossem colocados para viver no mesmo local por ter uma pena menor em que se permitiu povoar o lugar até mesmo para se ajudar a população a crescer.
O governador de Pernambuco, Duarte Coelho, que enfrentava uma revolta indígena na ocasião; em que foi ocasionada pela revolta dos tribais da região e negros escravizados que se revoltaram contra a conquista das terras e a escravização, pediu ajuda aos recém-chegados. Hans Staden e os demais rumaram para Igarassu, próximo a Olinda, em um navio para auxiliar na luta. Igarassu era, então, defendida por aproximadamente 120 pessoas (90 homens e mulheres livres e 30 escravos), às quais se uniram os cerca de quarenta recém-chegados, incluindo Hans Staden. Enfrentaram 8 000 indígenas e mais ou menos 37 escravizados. Depois de uma renhida luta e de um cerco muito disputado a ponto do bloqueio de busca de mantimentos, acabaram por derrotar os indígenas. Os quarenta marinheiros ganharam algumas tais recompensas como medalhas do governador da capitania.
Dias depois, enfrentaram um navio francês e ficaram destruídos e sem nada a que comer; logo depois, foram para Portugal, aportando em Lisboa no dia 8 de outubro.

## A Segunda Viagem ao Brasil

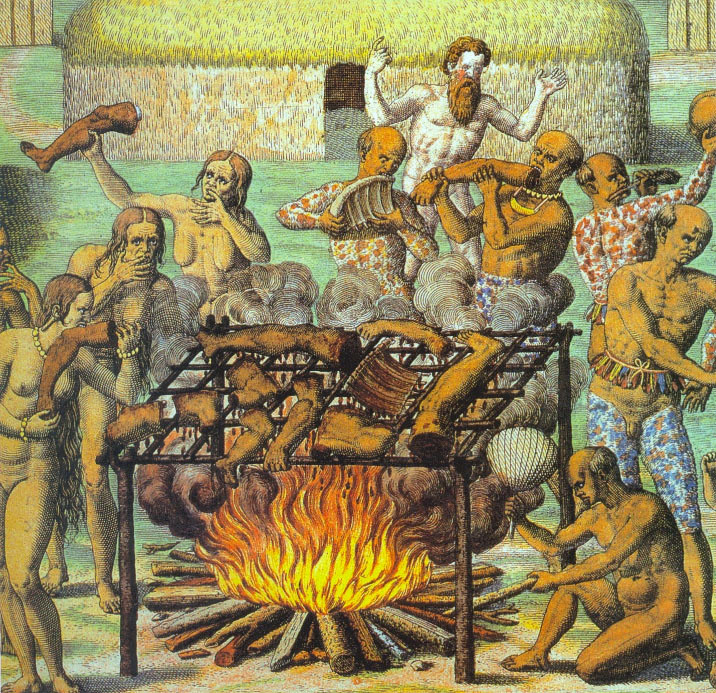
Ilustração mostrando Hans Staden (de barba, ao fundo) observando os índios tupinambás praticando antropofagia, em uma aldeia situada entre Bertioga e Rio de Janeiro.

Em sua segunda viagem, Staden partiu de Sevilha rumo ao Rio da Prata em um navio espanhol em 1549, mas o navio veio a naufragar no ano seguinte, no litoral do atual estado brasileiro de Santa Catarina. Os integrantes da expedição, depois de passarem dois anos na região, decidiram rumar para a cidade de Assunção: uma parte deles iria por terra e outra parte, por mar. Staden juntou-se ao segundo grupo e rumou para a cidade de São Vicente, onde tentaria fretar um navio capaz de chegar a Assunção.
Antes de chegar a São Vicente, porém, o navio de Staden naufragou próximo a Itanhaém. Seus ocupantes conseguiram nadar até a praia. De lá, foram a pé até São Vicente, onde Staden foi contratado como artilheiro pelos colonos portugueses para defender o Forte de São Filipe da Bertioga, que se localizava nas proximidades da cidade. Enquanto Staden procurava um tal escravo indígena de sua guarda, entranhou-se às matas sendo aprisionado pela Tribo Indígena Tupinambá (Uwattibi, no texto original do relato de Staden), que ficaria localizada em algum ponto entre Bertioga e Rio de Janeiro.
Desde o início, ficou claro que a intenção dos seus captores era devorá-lo. Pouco tempo depois, os tupiniquins, aliados dos portugueses e inimigos dos tupinambás que eram, por sua vez, aliados dos franceses, atacaram a aldeia onde ele era mantido prisioneiro. Obrigado pelos tupinambás, Staden lutou ao lado destes contra os tupiniquins. Seu desejo era tentar fugir para unir-se aos atacantes. Mas, estes, vendo que a resistência dos defensores era muito forte, desistiram da luta e se retiraram.
Pediu ajuda a um navio português e a outro francês. Ambos recusaram-se a ajudá-lo por não desejarem entrar em conflito com os índios. Foi, enfim, resgatado pelo navio corsário francês Catherine de Vatteville, comandado por Guillaume Moner, depois de mais de nove meses aprisionado, voltou à Europa e seguiu caminho à sua terra natal.

## Obra
De volta à Europa, redigiu um relato sobre as peripécias em suas viagens e aventuras no Novo Mundo, uma das primeiras descrições para o grande público acerca dos costumes dos indígenas sul-americanos.
O livro, intitulado "História Verdadeira e Descrição de uma Terra de Selvagens, Nus e Cruéis Comedores de Seres Humanos, Situada no Novo Mundo da América, Desconhecida antes e depois de Jesus Cristo nas Terras de Hessen até os Dois Últimos Anos, Visto que Hans Staden, de Homberg, em Hessen, a Conheceu por Experiência Própria e agora a Traz a Público com essa Impressão", também conhecido pelo nome "Duas Viagens ao Brasil", foi publicado em Marburgo, na Alemanha, por Andres Colben em 1557 e "Impresso em Marburgo em papel quadrifólio de Andres Kolben na terça-feira de carnaval de 1557" m
Tal livro conheceu sucessivas edições (inclusive falsificadas), constituindo-se num sucesso editorial devido às suas ilustrações de animais e plantas, além de descrições de rituais antropofágicos e costumes exóticos. Sendo, assim, um dos primeiros Best-Sellers da história em toda a Europa.
| “ | A sua influência no meio culto da época ajudou a criar, no imaginário europeu quinhentista, a ideia da terra brasílica como o país dos canibais, devido às ilustrações com cenas de antropofagia. | ” |

Para os estudiosos, a obra contém informações de interesse antropológico, sociológico, linguístico e cultural sobre a vida, os costumes e as crenças dos indígenas do litoral brasileiro na primeira metade do século XVI.

## Imagens
|  |  |